# Андраж Жиніч
Андраж Жиніч (словен. Andraž Žinič, нар. 12 лютого 1999, Любляна, Словенія) — словенський футболіст, фланговий захисник клубу «Марибор».

## Ігрова кар'єра

### Клубна
Андраж Жиніч є вихованцем футбольної школи клубу «Домжале». Та його дебют на професійному рівні відбувся у клубі Другої ліги «Доб», куди футболіст відправився в оренду влітку 2018 року. У січні 2020 року Жиніч повернувся до «Домжале» і 23 лютого 2020 року зіграв свою першу гру у Першій лізі чемпіонату Словенії.
Перед початком сезону 2022/23 Жиніч як вільний агент перейшов до складу третього призеру чемпіонату «Марибора», з яким підписав контракт на  три роки.

### Збірна
У 2021 році Андраж Жиніч брав участь у домашньому молодіжному Євро.